# Weiher (Adelsgeschlechter)
Weiher, auch Weyher, Weyer, Weger, Weiger oder Weiherr ist der Name mehrerer alter Adelsgeschlechter. Zwei dieser Familien hatten für lange Zeit ihren Entfaltungsmittelpunkt in Hinterpommern bzw. in Pommerellen.

## von Weiher (Pommern)
Das pommerische Geschlecht von Weiher erscheint urkundlich zuerst am 15. Juni 1357. Das Stammgut der Familie war Timmenhagen bei Kolberg, die gesicherte Stammreihe beginnt im 16. Jahrhundert mit dem fürstlich pommerschen Rat und Stallmeister sowie Herrn auf Timmenhagen Veit von Weyher, der 1526–1557 urkundlich genannt wurde. Sein Urenkel Franz Georg von Weyher (* 5. August 1635; † 1696) siedelte nach Lauenburg-Bütow über und nahm auch das Wappen der dortigen gleichnamigen Familie an.
Der königlich preußische Geheime Finanz-, Kriegs- und Domainenrat Johann Heinrich Ferdinand von Weiher (* 21. Oktober 1753; † 14. Mai 1809 in Berlin) wurde am 31. August 1806 in den preußischen Freiherrenstand erhoben. Als Erbe seiner Tanten Freiin Josephe und Freiin Franziska von Nimptsch wurde ihm mit diesem Diplom das Führen des Namens Freiherr von Weiher und Nimptsch gestattet. Sein Sohn, der königlich preußische Major Philipp Bogislaus Heinrich von Weiher und Nimptsch (* 7. April 1784 in Berlin; † 25. Juli 1853 in Berlin), vermählte sich 1815 in Berlin mit Charlotte Henriette von Scheel (* 1. September 1794; † 2. Februar 1870), Tochter des am 4. November 1825 geadelten Kriegsrats Friedrich Ludwig von Scheel (1766–1851) und der Charlotte Ulrike von Scheel, geb. Berckmann. Philipp Bogislaus Heinrich von Weiher und Nimptsch adoptierte später seinen Schwager, den königlich preußischen Leutnant Emil von Scheel. Dieser erhielt durch allerhöchste Kabinettsorder am 31. Mai 1847 bzw. durch Diplom vom 23. Dezember 1853 die preußische Namens- und Wappenvereinigung als von Scheel Weiher und Nimptsch.
Die im Westen Hinterpommerns verbliebene Familie teilte sich in die Häuser Faulen Benz und Mulkenthin. Aus der Linie Mulkenthin, das bis 1782 bei der Familie blieb, machten mehrere Angehörige Karriere in dänischen und brandenburgisch-preußischen Diensten. Hierzu sind der dänische Generalfeldmarschall Adam von Weyher (* 25. Januar 1613; † 14. Oktober 1676) sowie die beiden königlich preußischen Generalmajore Adam von Weiher (* 1683; † 10. Dezember 1744 in Siethen), Kommandeur des nach ihm benannten Garnisonsbataillon (Nr. 4) v. Weyher im Altpreußischen Infanterieregiment No. 6 und Christian Rudolf von Weiher (* 19. April 1709 in Parlin; † 4. Mai 1782 in Kyritz), Chef des Kürassier-Regiments „Königin“ (Pommersches) Nr. 2 zu zählen. Noch 1798 gehörte Deuthin als letztes Gut der Familie, ging aber spätestens 1802 an die Familie von Ploetz. Von 1846 bis 1945 kam mit Zemmin im Kreis Lauenburg noch ein weiteres Rittergut in Hinterpommern in das Besitztum der von Weiher hinzu. Ebenfalls bis 1945 konnte das Gut Groß Boschpol gehalten werden, dieses betreuten zunächst Maximilian von Weiher und dann sein zweiter Sohn Karl-Eugen von Weiher, der im März 1945 von der Roten Armee erschossen wurde.

## von Weiher (von Weyer, Brandenburg)
Aus dem brandenburgischen Geschlecht von Weiher, welches mit dem Ritter Arnoldus Weyher 1280 erstmals urkundlich genannt wurde, trat Thidericus Weyer, mit dem auch die gesicherte durchgängige Stammreihe der Familie beginnt, 1321 zuerst im Lauenburg-Bütowschen auf. Die Stammgüter der Familie, nach denen sich auch die beiden Linien der Familie ab den Enkeln Thidericus Weyer nannten, waren Freest und Leba.
Aus der heute erloschenen Linie Leba wurde Martin von Weiher (* 1512 in Leba; † 8. Juni 1556 in Köslin) im Jahre 1549 der zweite lutherische Bischof von Camin. Sein jüngerer Bruder Ernst von Weiher (* 1517; † 1598) begab sich wie viele Angehörige seiner Familie in königlich polnische Dienste, wurde 1562 Obrist und schließlich Starost von Putzig. Mit seiner Ehefrau Anna Ludowika Morteska begründete er die polnische Magnatenfamilie Weyher. Er hatte 12 Kinder, seine Enkel, die Brüder Nikolaus († 1647), Jakob (* 1609; † 20. Februar 1657) und Ludwig († 1656) erhielten am 27. Juni 1637 im damals kaiserlichen Prag die Reichsgrafenbestätigung mit der Anrede „wohlgeboren“ und Wappenbesserung. Die Familie trat zur römisch-katholischen Kirche über und stellte in der Adelsrepublik mehrfach Reichsräte, Woiwoden, Staroste, Generäle oder Kronschatzmeister der Adelsrepublik. Der Kaiserliche Reichsgraf Jakob von Weyher, Woiwode zu Marienburg und Reichsgraf zu Waldschütz, gründete 1643 die Stadt Weyersfrey nach Kulmer Recht.
Die letzten Vertreter der brandenburgischen Weyher waren die Nachfahren des pommerschen Gutsbesitzers Hans von Weiher († 1912) und seiner Frau Wilhelmine von Pirch († 1931). Ihr Sohn Nikolaus von Weiher († 1940) war mit Ina von Schlieffen-Soltikow verheiratet. Deren vier Söhne Dietrich, Hans-Wedig, Klaus und Tamo sind bis 1945 als Offiziere und Soldaten im Krieg geblieben, somit gilt diese Familie als genealogisch ausgestorben.

## Wappen

Wappen derer von Weiher (Pommern)

Das Stammwappen der pommerischen von Weiher zeigt in rotem Schild einen Fächer von sieben natürlichen Pfauenfedern, durch dessen silbernen Handgriff schräglinks drei silberne Pfeile gehen, auf dem Helm mit rot-silbernen Decken eine rot gekleidete Jungfrau mit offenem Blondhaar, in jeder Hand einen schwarzen Adlerflügel haltend.
Freiherrliches Wappen:
Der Schild geviert. Im ersten silbernen Felde das von Stammwappen (Freest); im zweiten von Silber und Roth geteilten Felde das Stammwappen der Familie von Nimptsch, ein schwarzes Einhorn mit silbernem Fischschwanze und einem von Schwarz und Silber gewundenen Hörne; im dritten silbernen Felde zwei goldene Kronen, deren obere gekürzt ist; im vierten blauen Felde zwei übereinander liegende goldene Greifenklauen. Auf dem Schild eine Freiherrn Krone, darüber vier gekrönte Helme, darauf (außen rechts) einen wachsenden schwarzes Einhorn mit silbern gewundenem Horn; auf dem zweiten (rechts) drei silbern-rot-silberne Straußenfedern; auf dem dritten (links) übereinanderliegende goldene Greifenklauen; auf dem vierten (links außen) ein goldener gekrönter Lindwurm mit rotausgeschlagener Zunge, anstelle des linken Flügels eine Adlerschwinge.
Die Helmdecken der beiden rechten Helm sind rot und silbern, die der beiden linken blau und golden. Als Schildhalter rechts das Einhorn wie im Schilde, links der Lindwurm wie auf dem linken äußerem Helm.

Wappen derer von Weiher (Brandenburg)

Das Stammwappen der ursprünglich brandenburgischen von Weiher, das seit Mitte des 17. Jahrhunderts erst teilweise von beiden pommerischen Familien geführt wird, zeigt in silbernem Schild zwei, je mit drei gebogenen, ineinandergreifenden Wolfszähnen innen besetzte rote Balken, über dem oberen Balken drei balkenweise gestellte rote Rosen, auf dem Helm mit rot-silbernen Decken drei silbern-rot-silberne Straußenfedern.
Beim Gräflichen Wappen, der Schild geviert, 1 und 4 unter silbernem Feldeshaupt, darin drei rote Rosen, wie im Stammwappen; 2 und 3 in Blau zwei abwärts geschrägte abgeschlagene goldene Adlerklauen. Darüber zwei Helme, rechts mit blau-goldenen Decken wie beim Helm über dem Stammwappen; links mit rot-silbernen Decken die Adlerklauen.
Das Wappen der brandenburgischen von Weger bzw. von Wegerer zeigt im gespaltenen Schild, rechts in Rot ein springendes silbernes Einhorn, links in Silber drei schwarze Schrägrechtsbalken, auf dem Helm mit rot-silbernen Decken das Einhorn wachsend.
Das Wappen der schlesischen von Weger zeigt im gespaltenen Schild rechts in Silber einen schwarzen Adler, links in Silber zwei rote Balken, begleitet in der Mitte von drei (2:1) roten Rosen, unten von sechs paarweise ineinander verhakten Wolfzähnen. Auf dem Helm, mit rechts rot-schwarzen Decken, links schwarz-goldene Decken und drei silbern-rot-silberne Straußenfedern.

## Namensträger
- Martin von Weiher (1512–1556), Bischof von Cammin
- Jakob von Weiher (1609–1657), Diplomat in polnischen Diensten; Gründer von Stadt und Kloster Weyersfrey
- Adam von Weyher (1613–1676), dänischer Generalfeldmarschall
- Adam von Weyherr (1683–1744), preußischer Generalmajor
- George von Weiher (1704–1760), Oberhauptmann der Lande Lauenburg und Bütow
- Christian Rudolf von Weiher (1709–1782), preußischer Generalmajor
- Carl Christoph Ludwig von Weiher (um 1750–1787), preußischer Landrat im Kreis Konitz von 1774 bis 1787
- Ernst Carl Ludwig von Weiher (1751–1814), preußischer Landrat im Kreis Lauenburg-Bütow von 1800 bis 1814
- Moritz Heinrich von Weiher (1754–1822), preußischer Landrat im Kreis Lauenburg-Bütow von 1818 bis 1822
- Franz Adolph Georg von Weiher (1763–1835), preußischer Landrat im Kreis Neustadt i. Westpr. von 1818 bis 1831
- Benno von Weiher (1810–1882), preußischer Landrat im Kreis Flatow von 1853 bis 1882
- Leo von Weiher (1843–1919), preußischer Generalmajor
- Werner von Weiher (1859–1904), preußischer Landrat im Kreis Rummelsburg i. Pom. von 1891 bis 1904
- Sigfrid von Weiher (1920–2007), deutscher Technikhistoriker und Publizist, Genealoge

## Weitere Familien

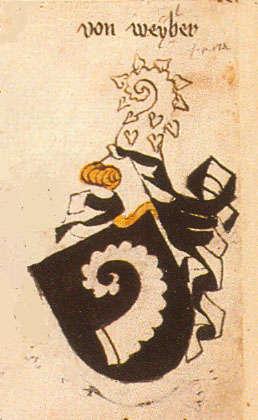
Wappen derer von Weyher (Ubstadt-Weiher)

Im ostfränkischen Kulmbach wurde Hans von Weyher im Jahre 1430 mit dem Burggut Waaggasse 13 belehnt. Auch nennt Medem eine fränkische Familie Weyer, die im blauen Schild einen silbernen Vogel zeigt. Sie ist auch bei Ledebur aufgeführt. Sie war in Ostpreußen auf Auglitten, Herrendorf und Wohnsdorf (alle bei Friedland) begütert.
Eine schwäbische Familie von Weyher, die ihren Sitz in Ubstadt-Weiher gehabt haben könnte und vom Wappen her vielleicht ein Zweig der Herren von Zeutern war, ist aus der Leitbracken Gesellschaft von Schwaben bekannt.
Die oft auch in jüngerer Literatur, wohl lediglich aus älteren Quellen unbedacht gespiegelte Angabe, die von Weiher (Brandenburg) wären fränkischer Abstammung, verwirft bereits Bagmihl auf Grund der Verschiedenheit der Wappen.
Medem nennt ein in Mecklenburg erloschenes Geschlecht Weyer mit geteiltem Schild, dessen letzter dortiger Angehöriger Sigismund von Weyer († nach 1610) war.
Die Freiherrliche Familie Weyher von Weyherfels aus den österreichischen Erblanden hat mit den vorgenannten keine Berührungspunkte. Die Stammreihe ist in den Brünner Taschenbüchern abgedruckt. Der k.u.k. Generalmajor Karl Weyher von Weyherfels (* 16. Januar 1841; † 23. Januar 1925) gehörte dieser Familie an.
Von der mit dem königlich preußischen Hofrat in Pommern Johann Jakob von Weger beginnenden Familie von Weger, welche ein der zuvor genannten Familie sehr ähnliches Wappen führte, lässt sich der Nachweis einer gemeinsamen Abstammung nicht führen. Selbiger wurde in Berlin am 21. Oktober 1719 in den preußischen sowie am 19. Januar 1728 in Wien in den Reichsadelsstand gehoben. Sein Sohn Johann Philipp Benjamin von Weger (* 3. September 1736 in Bischdorf; † 12. Januar 1809 in Neiße) war königlich preußischer Generalmajor, Kommandeur des Infanterieregiments Nr. 7 v. Owstin und Kommandant der Festung Neiße.
Eine Familie von Weger, deren Stammreihe mit dem königlich dänischen Kapitän Carl Sigismund von Weger (* 1690, † um 1750), Herr auf Wellmitz und Kuckädel beginnt, führt sich auf den obigen dänischen Generalfeldmarschall Adam von Weyher zurück. Seine Söhne dienten Preußen im Siebenjährigen Krieg, auch stellte die Familie später zahlreiche Offiziere in der preußischen Armee. Nach 1835 trat die Familie unter dem Namen von Wegerer auf. Vermutlich gehörte auch der deutsche Militärhistoriker, Generalstabsoffizier und Nationalsozialist Alfred von Wegerer zu dieser Familie.

### Sekundärliteratur
- Gothaisches Genealogisches Taschenbuch der Gräflichen Häuser 1866, Jg. 39, Justus Perthes, Gotha 1865, S. 1101 (Anhang). Online
- Gothaisches Genealogisches Taschenbuch der Briefadeligen Häuser 1935, Justus Perthes, Gotha 1934. (v. Wegerer)
- Franz Schulz: Das Schloss Rutzau und sein Besitzer. In: Zeitschrift des Westpreußischen Geschichtsvereins. Band 45, Danzig 1903, S. 187–210.
- Leopold von Zedlitz-Neukirch: Neues Preussisches Adels-Lexicon. Band 4, Gebrüder Reichenbach, Leipzig 1837, Weyherr: S. 330–331. Online; Weger: S. 472. Online